# Pháo binh tập trung
Pháo binh tập trung (tiếng Pháp: Grande Batterie) là chiến thuật pháo binh của quân đội Pháp trong các cuộc chiến tranh của Napoléon, liên quan việc tập trung tất cả pháo trên chiến trường vào một đội hình lớn, trong thời gian ngắn, và tiến hành bắn tập trung tất cả hỏa lực vào một vị trí của đối phương.
Do lối tác chiến ban đầu yêu cầu pháo kích một cách chính xác, tốc độ bắn và di chuyển nhanh, chiến thuật này hiếm khi được sử dụng trong những năm đầu của cuộc chiến. Nhưng khi chất lượng của các đội pháo binh và ngựa bị suy giảm, chiến thuật được sử dụng thường xuyên hơn trong các chiến dịch sau này (từ sau năm 1808).

## Lịch sử sử dụng
Pháo thường tập trung để tấn công cánh quân trung tâm của đối phương. Một ví dụ ban đầu về điều này là tại Austerlitz năm 1805, khi Napoléon ra lệnh pháo kích trước khi ra lệnh tấn công bộ binh vào Cao nguyên Pratzen, chia đôi chiến tuyến của quân liên minh. Các cách sử dụng chiến thuật đáng chú ý khác bao gồm: Việc sử dụng của tướng Alexandre-Antoine Hureau de Sénarmont trong trận Friedland (1807), một yếu tố chính đã chiến thắng trận đánh, hoặc trận chiến Wagram năm 1809, trong đó việc tập trung pháo đã ngăn chặn thành công một cuộc phản công của Áo. Tại trận Borodino vào năm 1812, một lần nữa nó được sử dụng để phá vỡ một cuộc phản công, nhưng nó đã thất bại trong việc phá vỡ các vị trí và công sự mạnh của Nga ở phần trung tâm chạy dọc theo Rayevski Redoubt. Trong trận Lützen (1813), tập trung pháo đã giúp thành công trong việc phá vỡ cánh quân trung tâm của Nga-Phổ, trước khi bắt đầu cuộc tấn công chính của Vệ binh Hoàng gia Pháp.
Cuối cùng, vào năm 1815 tại Waterloo, hoạt động pháo kích nổi tiếng của Pháo binh tập trung đã thất bại trong việc phá vỡ cánh quân trung tâm của liên minh chống Pháp, do sự triển khai khôn ngoan của hầu hết quân liên minh phía sau sườn dốc của các ngọn đồi và do mặt đất vẫn còn ướt và lầy lội, ngăn chặn những tác động thông thường của những quả đạn pháo.